# Geert Smeekens
Geert Maria Lodewijk Smeekens is een personage uit de Vlaamse soapserie Thuis. Hij werd gespeeld door Peter Rouffaer van 9 januari 2006 (aflevering 1921) tot 31 augustus 2015 (aflevering 3811). Op 7 september 2015 verscheen hij nog eenmalig in aflevering 3816 tijdens een nachtmerrie van Marianne Bastiaens.

## Verhaallijnen

#### Seizoenen 11-16
Geert had in het begin niet zo'n goede relatie met zijn moeder, Odette. Zij en Geerts vader scheidden toen Geert nog zeer jong was. Zijn vader kreeg het hoederecht en probeerde Odette zo veel mogelijk uit Geerts leven te bannen door haar brieven en cadeautjes te onderscheppen. Hij vond het immers geen goed idee dat Geert Odette samen zag met haar vriendin Elvire. Geert heeft jarenlang geen contact gehad met zijn moeder en voelde zich in de steek gelaten. Nadat ze elkaar na 40 jaar terugzagen, was de relatie niet zo goed. Maar de dood van Geerts dochter Sandrine bracht moeder en zoon dichter bij elkaar.
Geert Smeekens werd gehaald als vervanger voor Ann De Decker in de dokterspraktijk. Ann ging namelijk een tijdje in New York wonen. In het begin had hij een moeilijke relatie met Marianne Bastiaens, de eigenares van de dokterspraktijk, maar het ging steeds beter met hen.
Ook als Ann weer terug is uit New York blijft Geert in de praktijk werken. Maar Geert krijgt de verrassing van zijn leven: Anns vriendin Sandrine blijkt zijn dochter te zijn. Geert kan het eerst niet aanvaarden, maar uiteindelijk komt het goed tussen hem en zijn dochter. Tot opeens Geerts moeder langs komt. Geert wil Odette en Sandrine niet met elkaar confronteren.
Opeens overlijdt Sandrine aan een hersenbloeding. Geert is heel aangeslagen door de dood van zijn dochter en heeft veel moeite nodig om het te verwerken.
Wanneer Geert kennis maakt met Mariannes zus, Claire, worden ze verliefd. Ze beginnen een relatie, maar enkele maanden later is Geerts liefde voor Claire over en dumpt hij haar. Hij begint een relatie met Marianne. Marianne en Geert zouden op kerstdag 2009 trouwen, maar de trouw is uitgesteld vanwege familiale problemen. Uiteindelijk trouwen ze enkele maanden later toch.

#### Seizoenen 17-18
Geert investeert tezamen met David Magiels, Eddy Van Notegem, Frank Bomans en Waldek Kozinsky in een brouwerij om Eddy's bier 't Slurfke te commercialiseren. Niet veel later verneemt Geert dat David een affaire heeft met Marianne en wil prompt scheiden. Ook zet hij de investeerders voor een keuze: of hij vertrekt en neemt zijn geld uit de zaak of David vertrekt. De stemming bepaalt dat David dient te vertrekken.
Nu heeft Geert ook gevoelens voor Judith Van Santen. Als zij ziek valt in de Ardennen snelt hij haar te hulp. Daardoor mist hij een afspraak met Ann, wat hem niet in dank wordt afgenomen.
Geert ontwikkelt meer gevoelens voor haar en met de steun van Rosa Verbeeck zet hij dan ook de stap, hij kust Judith. Deze heeft echter geen gevoelens voor Geert en de relatie koelt flink af tussen hun beide.
Geert kan An overtuigen om hulp nodig te zoeken, maar medicatie wil zij echter niet nemen, terwijl Geert blijft aandringen.
Geert komt erachter dat Marianne gechanteerd wordt door Ivo Courtois om met hem te trouwen, nadat Tom door zijn dochter, Lynn, valselijk beschuldigd is van verkrachting. Dit doet Geert hoe langer hoe meer beseffen dat hij nog steeds van haar houdt. Hij zegt de scheidingsprocedure op en probeert haar terug te winnen. Op de dag van het proces tekent Marianne een huwelijksbelofte aan Ivo Coutois. Enkele dagen later begint ze terug iets met Geert, ze accepteert een boete wegens het niet nakomen van de huwelijksbelofte.

#### Seizoen 19
Marianne krijgt ruzie met Mayra en Ann. De ruzie escaleert en Geert ziet het allemaal niet meer zitten. Hij vertrekt tijdelijk naar zijn moeder in de Ardennen. Maar ondertussen verdwijnt Emma. Alle sporen wijzen in de richting van Geert, hij is ook steeds onbereikbaar.

#### Seizoen 20
Geert keert terug naar huis. Daar verneemt hij dat Marianne en Mayra na een val van de trap in het ziekenhuis liggen. Bij zijn bezoek in het ziekenhuis wordt hij opgepakt door de politie, omdat hij verdacht wordt van de ontvoering van Emma. Geert wordt naar de gevangenis overgebracht. Hij schreeuwt zijn onschuld uit, maar niemand gelooft hem. Zelfs Marianne niet. Uiteindelijk blijkt Danny de dader te zijn, en blijkt dat hij Geert erin geluisd heeft. Geert wordt vrijgelaten, maar kan Marianne niet vergeven en woont nu in de Zus en Zo. Hij scheidt van haar en trouwt niet veel later met Hélène Van Damme, de ex-schoonmoeder van Judith Van Santen.
Marianne trouwt met William De Greef. Hélène kan Geert overtuigen om een rechtszaak aan te spannen tegen Marianne wegens loonverlies: omwille van haar toedoen werd Geert geschorst door de Orde van geneesheren. Geert wint de zaak en beslist om de 160 000 euro schadevergoeding te verdelen over Sandrine en Britney. Echter, Marianne vindt de gsm van Hélène en achterhaalt zo dat zij een relatie heeft met een zekere Henri en dat ze het geld van Geert dreigen te verliezen. Wanneer Marianne Geert hiermee confronteert, zijn Hélène en William aanwezig. Plots horen Tom, Ann en Mayra vanuit de woonkamer gegil. Zij gaan naar de praktijk en vinden het dode lichaam van Geert die met een mes werd neergestoken. Marianne, die het mes nog in haar handen heeft en vol bloed hangt, beweert dat Hélène de dader is. Hélène en William beweren het tegendeel. Later blijkt dat die Henri in feite William is en met Hélène onder één hoedje speelt. Nog later blijkt dat Hélène Marianne wilde neersteken, maar Geert kwam tussenbeide en werd zo per ongeluk geraakt.

## Trivia
- Geert was peter van Britney, de dochter van zijn poetsvrouw Nancy.